# Rachel Green
Rachel Karen Green és un personatge de ficció interpretat per Jennifer Aniston a la sèrie americana Friends.

## Aparició
Rachel apareix per primera vegada en el pilot a Central Perk, amb un vestit de casada, remullada per la pluja, a la recerca de la seva vella amiga Monica Geller que havia perdut de vista des del col·legi. És llavors una filla "de papà".
Rachel s'ha salvat del seu matrimoni amb el dentista Barry Farber després d'haver-se adonat que ella desitjava més la salsera guardada a la sala dels regals que Barry (diu també que en aquest moment va quedar colpida per la retirada entre Barry i Frankenstein). Rachel llavors encara no ha treballat mai i ha viscut sempre gràcies als diners del seu pare. Aquest rebutja continuar pagant les seves despeses a menys que faci marxa enrere i es casi amb Barry. Monica i els seus amics l'encoratgen a començar una nova vida, independent i responsable, a Nova York. Rachel esdevé llavors la llogatera de Monica, després de Joey.
Rachel apareix a un episodi en flaix-back al bar, que hi havia abans de Central Perk, on Monica i els seus amics es troben per jugar al billar, conversa amb les seves amigues de l'època del seu futur matrimoni. Aquell vespre, d'altra banda, després d'haver-la saludada malgrat no haver-la vista des de feia més de deu anys, Monica li diu a Chandler: "Em jugo deu dòlars que no tornaré mai a veure aquesta noia!", cosa que és graciosa perquè se sap, ja que es tornaran a veure i consolidaran enllaços molt forts que els uniran al llarg de les deu temporades de Friends.

## Carrera
Filla de Sandra i Leonard Green, Rachel aconsegueix el seu primer treball com a criada a Central Perk. No és una bona empleada, agafa llargues pauses amb els seus amics i barreja amb freqüència les comandes dels clients. No obstant això, el gerent del cafè, Gunther, està secretament enamorat d'ella i això li  permet conservar aquest treball durant un cert temps. Durant la tercera temporada, amb l'encoratjament de Joey i Chandler, abandona aquesta feina per una nova carrera a la moda, allò que l'apassiona realment i el que a continuació la porta a treballar com a clienta personal a Bloomingdale's. Esdevé més tard compradora per Ralph Lauren, però és despatxada quan se la sorprèn  en un manteniment per Gucci. Un treball li és ofert per Louis Vuitton a París per un antic col·lega (Mark), però rebutjarà finalment la plaça per quedar-se a viure amb Ross a Nova York.

## Vida amorosa
Poc després haver arribat a Nova York i abans de sortir amb Ross, Rachel es compromet en una relació purament sexual amb un model italià de nom  Paolo. A continuació, tindrà nombroses relacions amb altres homes, entre els quals alguns dels 6 personatges principals com Ross Geller i Joey Tribbiani.

### Relació ambRoss
Rachel és segurament més famosa per la seva tumultuosa relació amb el germà de Monica, Ross Geller. Aparentment, Ross estava enamorat d'ella des del liceu. Quan Rachel es trasllada a Nova York, intenta guanyar el seu afecte. Després de començaments molt indecisos, tots dos van finalment junts a El que ha fallat anar al ball (2.14). La relació acaba amb una violenta disputa per l'amistat de Rachel amb un col·lega que porta Ross a anar al llit amb la filla de la fotocopiadora, el que engendra un malentès que dura durant la resta de la sèrie  havia dit que feia una pausa (el famós "We were on a break !" en VO). Quan Rachel descobreix la història, trenca amb Ross en una famosa escena on es disputen tots dos al saló de Monica mentre que els quatre altres amics han tancat a la cambra d'aquesta, aterrits amb la idea d'interrompre el conflicte. Des de llavors, els dos comparteixen encara algunes connexions amoroses. En un viatge a Las Vegas, la parella es casa, completament borratxos, però la unió és trenca ràpidament. Tanmateix, durant la setena temporada, se'n van al llit junts, la nit després de la qual Rachel descobreix que espera un feliç esdeveniment. Així, neix el segon nen de Ross, Emma. Durant l'episodi final, Ross és encoratjat per Joey i Phoebe amb la finalitat de declarar el seu amor a Rachel abans que no marxi a París a seguir la seva carrera. La seva declaració té finalment els seus fruits i el duo entra en una nova relació enamorada. A la temporada es diu que també havia sortit amb Chandler Bing quan era a l'institut.

### Relació ambJoey
A la setena estació, esdevé la llogatera de Joey que s'enamora d'ella a la vuitena temporada. El sentiment acaba sent recíproc. Sortiran junts amb ocasió d'un viatge a les Barbados al final de la temporada 9, i la seva relació es perllongarà al començament de la temporada 10. S'acabarà tanmateix ràpidament, després d'haver-se adonat que la seva amistat és més forta que els seus sentiments amorosos.

## Allotjament
Durant la major part de la sèrie, Rachel viu al pis de Monica. No obstant això, quan Chandler va a viure amb Monica, Rachel marxa per oferir-los més intimitat. Viu llavors amb Phoebe. Tot va bé fins que Rachel, que causa accidentalment un incendi, vagi a viure amb en Joey. Durant aquest temps, el pis de Phoebe és reparat però Rachel, volent viure amb Joey, decideix quedar-se. Aquesta decisió és en realitat iniciada per Phoebe, adonant-se que podia d'aleshores endavant tenir una habitació dues vegades més gran gràcies a la destrucció pel foc del mur que les separava. Quan Rachel queda embarassada, marxa amb Ross. Tanmateix, les coses evolucionen difícilment després del naixement i Rachel torna a viure amb Joey.

## Família
Els pares de Rachel comencen un amarg procés de divorci al començament de la temporada 2. Rachel és la segona de les tres filles de Leonard i Sandra Greene. A l'episodi 6.13, la seva germana Jill afirma que Rachel és l'única filla de la qual el seu pare està orgullós, amb gran felicitat d'aquesta. La seva germana gran es diu Amy i està encarnada per Christina Applegate. La petita, Jill, és interpretada per Reese Witherspoon.

## Crítica
La resposta crítica de Rachel es va mantenir sobretot positiva durant les deu temporades del programa. Escrivint per a l'A.V. Club, John Reid creu que Rachel és la responsable de l'èxit del pilot, explicant: "La història d'aquest grup d'amics ha de començar amb un desconegut que arriba a la ciutat", descrivint Rachel com "la perfecta desconeguda per a aquesta trama". Reid també fa que Rachel sigui responsable d'estímular el desenvolupament dels altres cinc personatges principals del programa, qualificant la seva arribada d'"un catalitzador perquè creixin tots, perquè a diferència de la resta, a Rachel li interessa trobar sentit a la seva vida".També escrivint per a The A.V. Club, Sonia Saraiya va gaudir de la primera trobada incòmoda de Rachel i Ross perquè, per primera vegada, "Rachel mostra un moment de veritable empatia per un altre ésser humà".Saraiya va aclamar a Rachel com "una model per a les dones que van arribar a la majoria d'edat a la dècada de 1990: la popular i bonica noia insatisfeta, però tampoc disposada a adoptar l'estratègia més agressiva "feminista" de la carrera de dona". Joseph Hanania del New York Times va gaudir de la conversa telefònica de Rachel amb el seu pare durant el pilot, descrivint-la com a "divertidíssima". El Los Angeles Times Bob Shayne va admetre la seva atracció per Rachel, fent broma, "els meus sentiments per Rachel, dic jo, amb una certa vergonya, mira els de Gunther". Cosmopolitan va promocionar a Rachel "la millor amiga de ficció que hem tingut mai".Mentre que la gent la va anomenar "mimada però adorable", TV Guide va descriure a Rachel com "neuròtica i adorable". Escrivint per a Heat, Ellen Kerry va elogiar la transformació gradual de Rachel de cambrera a empresaria com probablement "el millor de la televisió".
Robert Bianco d'USA Today's acredita la història de l'embaràs de Rachel amb la salvació de la sèrie, observant que l'arc va augmentar les qualificacions de l'espectacle i, en última instància, "inverteix el declivi de l'espectacle d'una manera que ningú no hauria pogut imaginar mai veient "El casament de Monica i Chandler".Bianco va concloure: "De fet, sense aquest gir que altera la fortuna, Friends probablement hauria acabat abans". BDCwire va classificar "The One with the Ball", "The One with Rachel's Inadvertent Kiss", "The One With The Football", "The One with the Fake Party" i "The One In Vegas, Part One" dels cinc episodis més forts de Rachel. Mentrestant, TVLine va criticar que Rachel s'hagués acostat amb l'ex-promès Barry a la primera temporada de "The One With the Evil Orthodontist", qualificant l'episodi de "digne d'angoixa".
TVLine va criticar de manera similar el paper del personatge a la quarta temporada de "The One With The Fake Party". De vegades, el personatge generaria una lleu controvèrsia, concretament l'episodi de la segona temporada "The One Where Dr. Ramoray Dies", durant el qual Rachel i Monica discuteixen sobre qui utilitzarà l'últim preservatiu que queda a l'apartament, que Rachel finalment guanya mitjançant un joc de pedra-paper-tisores. A més, els fans sovint s'acostaven a Aniston i la renyaven per les decisions que pren Rachel dins del programa amb les quals no estan especialment d'acord.
Durant les dues primeres temporades de Friends, el personatge es va fer extremadament popular entre les dones. El desig perpetu dels espectadors de veure Rachel triomfar la va ajudar a seguir sent una de les preferides dels fans durant les deu temporades del programa.Escrivint per a TalkTalk, Dominic Wills va estar d'acord que, mentre que Rachel es va establir com "la preferida general... Ningú tenia una mala paraula a dir sobre Jennifer Aniston", del qual el públic es va enamorar instantàniament. L'actuació d'Aniston ha estat elogiada constantment des del seu debut al pilot, sobre la qual Ken Tucker d'Entertainment Weekly va escriure que l'actriu interpreta a Rachel amb una "intel·ligència espinosa".
Escrivint per a The Baltimore Sun, David Zurawik va citar Aniston com un "elenc molt fort" del programa, mentre que Tony Scott de Variety va coincidir que "Tots sis directors... semblen enginyosos i mostren habilitats de comèdia de situació nítides"Robert; Bianco del Pittsburgh Post-Gazette va elogiar el treball del repartiment femení del programa per igual. TV Guide va escriure que Aniston "va encantar al públic a l'instant amb el seu aspecte perfecte i la seva persona entranyablement defectuosa", mentre que Kevin Fallon de The Daily Beast es referia al mandat d'Aniston a Friends no com "una actuació de dama principal", sinó "el treball d'una actriu de caràcter brillant".
Ryan Gilbey, de The Guardian, va destacar a Aniston com el membre del repartiment "menor depenent de la caricatura de goofball", observant que "el fet d'interpretar l'únic personatge amb el qual un espectador sensat podria identificar-se raonablement també significava que ella va cridar l'atenció". En escriure que l'actriu "ens va robar ràpidament el cor com a "nena del pare" i aspirant a moda". L'any 2002, Aniston va guanyar el premi Emmy a la millor actriu principal en una sèrie de comèdia. El 2003, l'actriu va guanyar el Globus d'Or a la millor interpretació d'una actriu en una sèrie de televisió - comèdia o musical. Dominic Willis de TalkTalk creu que Aniston va guanyar aquests premis per "les seves brillants actuacions còmiques al programa".